# Numismática

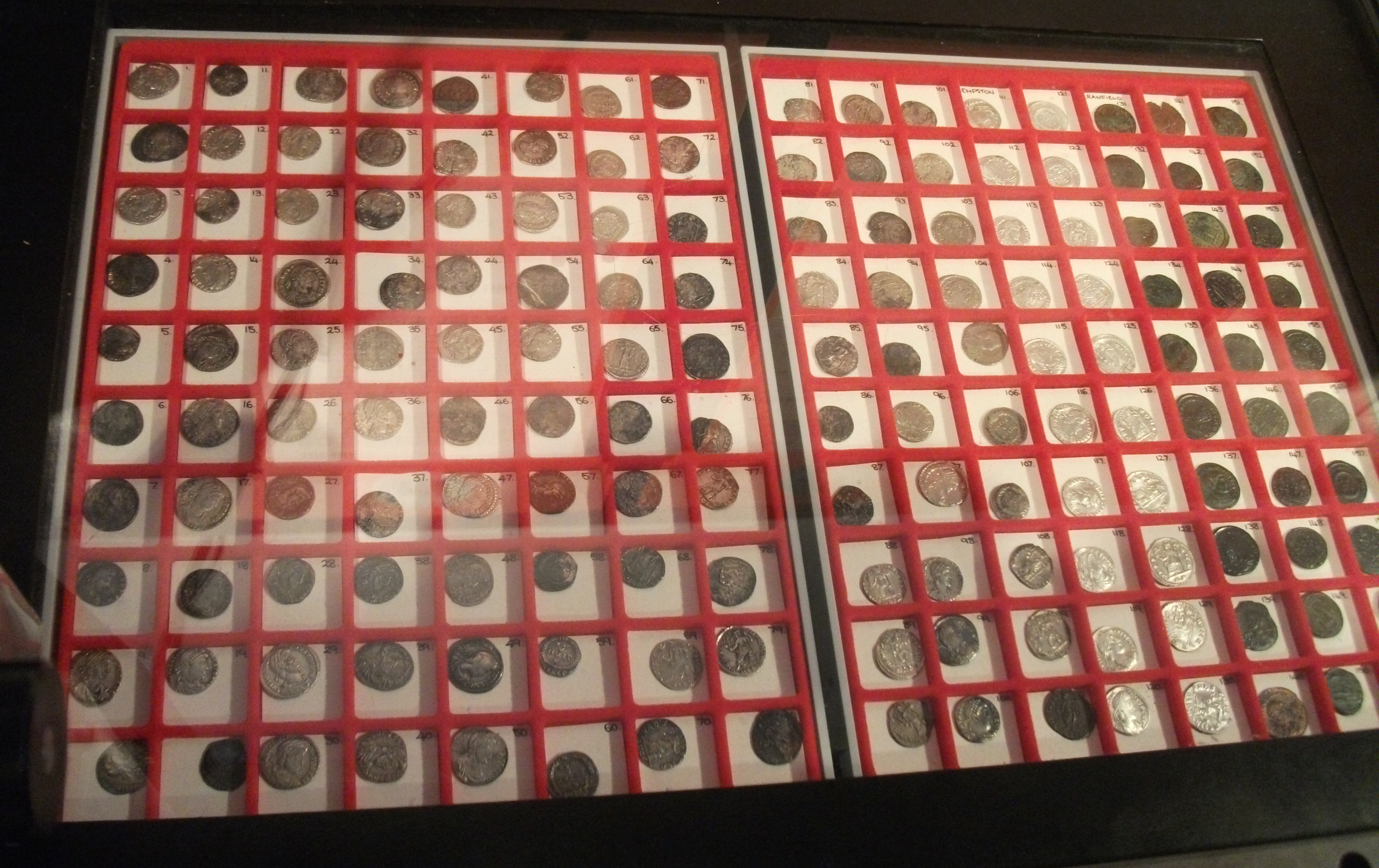
Coleção de moedas, uma das formas de praticar a numismáíca

Numismática (do grego clássico νόμισμα - nomisma, através do latim numisma, moeda) é o estudo sob o ponto de vista histórico, artístico e econômico das cédulas, moedas e medalhas, muito embora o termo também seja empregado como sinônimo ao colecionismo desses itens. A numismática engloba ainda outros objetos "monetiformes", ou seja, assemelhados às moedas, como os jetons (geralmente emitidos por corporações para identificar seus membros), moedas particulares (destinadas a circular em círculos restritos, como uma fazenda) ou ainda os pesos monetários (que serviam para conferir os pesos das moedas em circulação). Na atualidade, desenvolveu-se também o conceito de colecionar moedas como forma de investimento, visto que as moedas costumam se valorizar com o passar dos anos e, dessa forma, podem garantir lucro aos “investidores” no momento da revenda.

## Ciência numismática
A numismática faz uso de diversas áreas do conhecimento para estudar as moedas, buscando identificá-las e situá-las no tempo histórico. Porém na atualidade a moeda se tornou, também, um documento histórico, sendo utilizada como “fonte” de dados para pesquisas, pois uma moeda pode facilmente fornecer dados sobre o povo que a cunhou, como sua forma de governo, língua, religião, forma como comercializavam, situação da economia, e até mesmo grau de sofisticação dos povos – através da análise do método de cunhagem – e por isso a numismática tem um papel cada vez maior no estudo da história dos povos.
A preocupação principal da numismática é a moeda, enquanto peça cunhada. Cabe ao numismata analisar as moedas por diferentes métodos e buscando nelas diferentes informações. Durante esse processo o numismata fará uso de conhecimentos adquiridos através de outras disciplinas como a história, a cronologia, a metrologia, a simbologia, a epigrafia, a heráldica, a iconografia, a geografia, a economia, noções dos processos de metalurgia e da evolução nas artes, entre outros campos que podem ser abordados.
A numismática clássica divide-se em duas partes distintas:
- a teórica, que estuda a nomenclatura numismática e os métodos de classificação e conservação das moedas.
- a histórica, que estuda o desenvolvimento da moeda nas diferentes partes do mundo ou de uma região específica, promovendo também a classificação de suas emissões.

Nos trabalhos científicos a distinção entre essas duas áreas é frequentemente sutil, já que além de distintas essas partes são complementares.

Devem os primeiros estudos das moedas antigas a sua elaboração aos eruditos do Renascimento, como o Tractatus de Origine Monetarum de Oresmius (1385), a Miscellanea de Ângelo Policiano, aparecida em 1489, o Liber de Origine et Ratione Monetae, do Bispo de Worms (1503) e sobre todos o célebre De Asse et Partibus Eius, de Guilherme Budeu, que data de 1515.

## História
Desde o Império Romano a aristocracia cultivou o interesse de colecionar moedas, sem no entanto estudá-las. O costume romano compartilhado por imperadores, como Augusto, foi mantido por reis europeus durante a Idade Média. A coleção de reis como Luís XIV da França e Maximiliano do Sacro Império possibilitariam o surgimento da numismática durante o Renascimento, graças à vontade dos humanistas em recuperar a cultura greco-romana, e a iniciativa de organizar as coleções reais. Assim a numismática surgiu durante o renascimento e se consolidou como ciência nos séculos seguintes.
Assim temos nomes como o abade Joseph Eckhel que trabalhou na coleção imperial de Viena, capital da Áustria. Temos o colecionador francês Joseph Pellerin, que contribuiu para a coleção real francesa, e temos também um dos nomes mais famosos, Francesco Petrarca, poeta que desenvolveu a numismática na Itália.
O objetivo de Petrarca era conhecer a história de cada povo. Petrarca demonstrou também como a numismática pode se tornar uma paixão contagiosa. Em 1390, coube a ele, indiretamente, a cunhagem de moedas comemorativas pela libertação da cidade de Pádua, pelo visconde Francisco II de Carrara.
Seja pela cultura, pela observância de técnicas ou simplesmente pelo desafio de colecionar, a relação entre cultura e numismática sempre é presente. Mesmo aqueles que colecionam moedas ou cédulas como um simples hobby, sem se dedicar à pesquisa, adquirem uma boa bagagem de cultura geral.
Há uma série de curiosidades que os numismatas cultivam. Por exemplo, a serrilha das moedas surgiu porque era frequente, antes disso, raspar a borda das moedas de metais mais nobres (ouro e prata) para juntar esse mesmo metal em pó, diminuindo o diâmetro da moeda e o seu valor no peso (mas não o valor facial) - na gíria numismática este acto de subtrair metal original á moeda é chamada de cerceio. Outro exemplo, embora não de interesse direto para a numismática, é a quantidade de objectos que já serviram de moeda em diferentes culturas: das conchas e seixos até animais como elefantes ou o couro de outros. Ainda hoje, em vários países do Oriente as moedas são perfuradas para nelas serem enfiados cordões.

### No Brasil

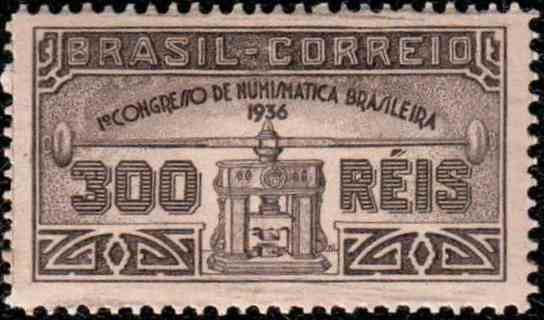
Selo postal do Congresso Numismático Brasileiro de 1936.

### História
A numismática desenvolveu-se no Brasil, principalmente a partir do século XIX, seguindo em parte o modelo europeu.
A aristocracia teve papel fundamental para o desenvolvimento da numismática no Brasil, por ser a classe mais instruída e também por ter condições de formar coleções numismáticas, lembrando-se que na época as coleções deviam se formar basicamente de moedas greco-romanas. Temos também a contribuição especial do imperador Dom Pedro II, amante das artes e da história e que frequentemente fazia viagens ao exterior donde trazia “lembranças”.
Com o fim do Império, a maior parte da produção numismática brasileira ficou restrita a museus e a trabalhos realizados por poucos pesquisadores principalmente no eixo das cidades do Rio de Janeiro e de São Paulo, quadro que começou a se alterar com a popularização das feiras de antiguidade e com a criação de sociedades numismáticas no país.
Neste contexto, algumas personagens se destacam por sua contribuição à ciência numismática nacional. O personagem mais importante, ainda hoje considerado o verdadeiro criador da nossa numismática é Julius Meili. Sua obra estaria, inicialmente, dividida em quatro tomos, sendo o último dedicado às medalhas brasileiras. Dos três volumes concluídos, o primeiro, As Moedas do Brasil Colônia, foi publicado em 1897. Alguns anos mais tarde surge o catálogo Souza Lobo, engrandecendo a ainda escassa fonte de consulta a respeito da nossa história numária.
Com o passar dos anos, cresceu notavelmente o número de numismatas e, consequentemente, os acervos compostos de belos e raros exemplares. Foi na década de 1940 que começaram a surgir os primeiros trabalhos do numismata, estudioso e pesquisador, Kurt Prober, com destaque para o seu Manual de Numismática de 1944 e o Catálogo de Moedas Brasileiras de Prata de 1947.
Apesar dos esforços a numismática no Brasil não é tão bem difundida como em outros países. Ainda assim, possui vários grupos de colecionadores bem organizados, cursos e literatura sobre sua evolução no país.
No calendário oficial, o dia 1º de Dezembro é marcado como o "Dia do Numismata". Essa data foi escolhida por reunião da Sociedade Numismática Brasileira por ser o dia, no calendário católico, de Santo Elói (ou Elígio), padroeiro dos numismatas.
A obra "Sylloge Nummorum Graecorum Brasil/SNG", de autoria de Marici Martins Magalhães (UFRJ), apresenta a coleção de moedas gregas e provinciais romanas existente no acervo do Museu Histórico Nacional. Além das moedas gregas propriamente ditas, a SNG inclui as moedas produzidas por todas as antigas civilizações sob a influência Greco-Romana, abrangendo geograficamente desde a costa atlântica da Europa até o noroeste da Índia, e cronologicamente desde as primeiras cunhagens Gregas em aproximadamente 600 a. C até o final do III século d.C..

### Museus de Numismática Brasileiros

#### Museu de Numismática Bernardo Ramos
O Museu mais Antigo do Brasil de 1900 é o Museu de Numismática Bernardo Ramos em Manaus, Amazonas e tem a sua origem na coleção de moedas, medalhas, cédulas e documentos históricos, organizada pelo comerciante amazonense Bernardo Ramos. Estudioso e fascinado pela Numismática, viajou por vários países, adquirindo peças para sua coleção. Em 1898, adquiriu a valiosa coleção e respectiva biblioteca especializada do humanista pernambucano Cícero Peregrino Dias.
O Governo do Amazonas autorizou a compra da coleção numismática de Bernardo Ramos, em 20 de Fevereiro de 1900, pela quantia de trezentos contos de réis.
Em 1900, por ocasião das festividades do IV Centenário do Descobrimento do Brasil, realizadas no Rio de Janeiro, então capital da República, a Coleção Numismática foi exposta no período de 05 a 31 de maio de 1900, no salão nobre do Externato do Ginásio Nacional, hoje Museu Nacional. A exposição ao ser visitada pelo então Presidente da República Dr. Campos Salles, despertou neste um grande interesse, levando-o a fazer uma oferta de compra, o que foi recusado pelo Amazonense.
Em 30 de novembro de 1900, o Decreto n.º 0460 criou a Seção Numismática e o Regulamento, que deu origem legal ao Museu. A coleção foi dividida em 24 vitrines de madeira de lei com cristal bisotado, e aberta à visitação. Desde 25 de março de 2009, o Museu retornou ao antigo prédio do Comando Geral da Policia Militar, atual Palacete Provincial. O acervo que em 1900, era considerado o primeiro da América Latina e o quarto do mundo, atualmente está entre um dos melhores do mundo em sua especialidade.

#### Museu Herculano Pires
O Museu Herculano Pires foi um museu mantido pela Itaú Numismática de 2000 a 2009, quando reunia então um dos maiores acervos de moedas, medalhas e condecorações luso-brasileiras, com mais de 6.500 peças. Dessas, cerca de 1 500 estão expostas, divididas em 32 módulos e organizadas cronologicamente.
As principais atrações são a Peça da Coroação de D. Pedro I, a Ordem da Rosa, Moedas Obsidionais Holandesas e Dobrões, além de uma mesa circular com 256 moedas do século XIX que permite observação detalhada com lentes que aumentam o objeto 40 vezes.

#### Museu de Valores do Banco Central
O Museu de Valores do Banco Central é um museu brasileiro, com sede em Brasília, no Distrito Federal e sala de exposição na gerência-regional Curitiba. Seu acervo é composto de cédulas, moedas e outros valores impressos, barras de ouro, medalhas e curiosidades numismáticas ligadas ao dinheiro e a tecnologia de sua fabricação.
Inaugurado no dia 31 de agosto de 1972, como parte dos eventos comemorativos dos 150 anos da Independência do Brasil, no Palacete da antiga Caixa de Amortização. Com a transferência do Banco Central do Brasil para Brasília, o Museu de Valores recebeu novas instalações no edifício sede do Banco Central, em 8 de setembro de 1981.
O Museu de Valores possui uma coleção de moedas e cédulas brasileiras, com peças representativas de todos os períodos da história do país. Esta coleção inclui exemplares de extrema raridade, como é o caso da chamada "Peça da Coroação", da qual restam apenas 64 moedas, para comemorar a coroação de D. Pedro I como imperador do Brasil, em 1822.
Por fim, o Banco Central do Brasil é o órgão responsável pela reserva-ouro brasileira. Em razão disso o Museu tem condições de expor ao público exemplares de barras de ouro, pepitas e outras curiosidades que mostram a beleza, a raridade e a utilidade desse metal precioso que sempre provocou fascinação no ser humano. Em destaque, pode-se ver a maior pepita de ouro já encontrada no Brasil: pesa 60,820 kg (52,332 kg de ouro contido) e foi encontrada no garimpo de Serra Pelada, no Estado do Pará.

## Em Portugal

### História
Em Portugal, a numismática teve um percurso evolutivo considerável no século XIX, através do contributo do Dr Augusto Carlos Teixeira de Aragão, considerado por muitos o pai desta ciência neste país, e que dedicou vários anos da sua vida a estudar, coleccionar, catalogar e organizar exposições da colecção Real Portuguesa ao serviço S. M. o rei D. Luis I de Portugal.
Como referências da sua obra notável podem-se citar as publicações sobre a Description des Monnaies, Médailles et Autres Objets D'Art Concernant L'Histoire Portugaise tendo esta obra em conjunto com a colecção, acompanhado a delegação Portuguesa da época à Exposição Universal de Paris em 1867, tendo-lhe sido atribuída a medalha de ouro da exposição; a Descrição geral e histórica das moedas cunhadas em nome dos reis, regentes e governadores de Portugal em 3 Tomos; e a Descripção Histórica das Moedas Romanas existentes no Gabinete Numismático de sua Magestade EL-Rei O Senhor Dom Luiz I. 

### Museus

##### Museu da Casa da Moeda
O Museu da Casa da Moeda, em Lisboa, conta com mais de 35.000 moedas datadas de entre os séculos VII-VI a.C. e o século XXI, entre as quais se destacam as de origem grega, romana, sueva, visigoda, bizantina, islâmica, portuguesa e estrangeira como a  Peça da Coroação de D. Pedro I. E 9.500 medalhas produzidas desde o século XV à atualidade, tanto de origem portuguesa como estrangeira.
Também criado em formato digital, o Museu é visitável pela internet.